# Фольмерсбах
Фольмерсбах (нім. Vollmersbach) — громада в Німеччині, розташована в землі Рейнланд-Пфальц. Входить до складу району Біркенфельд. Складова частина об'єднання громад Геррштайн.
Площа — 2,44 км2. Населення становить 451 ос. (станом на 31 грудня 2020).